# Tsolyáni
Le tsolyáni est la langue de l'empire Tsolyánu, une des principales nations de l'univers fictif de Tékumel. Elle s'inspire en partie de l'arabe, de l'ourdou, du pachto, et du maya. Appartenant à la famille linguistique fictive khíshane, elle descend à travers les millénaires d'un argot tamoul-arabe-maya. Elle s'écrit dans le système d'écriture engsvanyáli, une écriture cursive ressemblant vaguement à l'arabe. C'est la première langue construite associée à un jeu de rôles.
La première grammaire tsolyánie a été créée par Muhammad Abd-el-Rahman Barker « peu de temps avant qu'il commence ses études universitaires » (Barker 1975) ; puisqu'il est né en 1930, cela placerait la date vers la fin des années 1940. Elle a été publiée pour la première fois en 1978. Barker fut fasciné par l'égyptien ancien dès son tout jeune âge et devint un linguiste, étudiant entre autres les langues en Inde, le klamath, l'ourdou et le baloutche.

## Prononciation
Voir l'article détaillé sur le Wiktionnaire.

## Grammaire
Voir l'article détaillé sur le Wiktionnaire.